# Петропавловська церква (Великі Солонці)
Петропавловська церква — дерев'яна церква у селі Великі Солонці Новосанжарського району Полтавської області.

## Історичні відомості
Церкву в ім'я первоверховних апостолів Петра й Павла в с. Солонці (тепер Великі Солонці) Кобеляцького повіту з дозволу й благословіння єпископа Полтавського й Переяславського Іларіона розпочали споруджувати у 2-й половині 1880-х рр. Храм зводився на кошти майбутніх прихожан - жителів сс. Солонці та Ревазівка, урочищ Кустолове й Мажарівка. На початковому етапі будівництва коштами допомогли бл. 900 козаків. Земельну ділянку під церкву пожертвував козак С. А. Сепітий, за що згодом був обраний старостою цього храму. Через постійний дефіцит коштів спорудження тривало кілька років і було закінчене 6 листопада (ст. ст.) 1889 р.
Першим священиком храму призначили Миколу Семеновича Гонтаревського, який прослужив у ньому понад 10 років. У 1902 р. приход Петропавлівської церкви нараховував 964 душі чоловічої та 1005 душ жіночої статі.
У листопаді 1901 р. поряд із храмом завершили зводити жіночу церковноприходську школу та бібліотеку. Їх освятили 25 листопада 1901 р. Новобудова була розрахована на 60 учениць і мала розміри 25x16x4,5 аршина. Паралельно зі спорудженням школи велися роботи із встановлення в храмі другого престолу в ім'я архангела Михаїла та нового іконостасу вартістю 3500 крб. По закінченні робіт у 1901 р. відбулося освячення.
У такому вигляді храм проіснував до 1932 р., коли в період масової колективізації був закритий і переобладнаний під колгоспний клуб: "Сняли куполы, выровняли крышу, подняли потолок, оборудовали сцену и т. д. На все это было израсходовано колхозом и сельсоветом более 23 тыс. руб. деньгами, не учитывая стоимости рабочей силы и других материалов. В результате перестройки и переоборудования помещение потеряло церковный вид, а приобрело обыкновенный вид клуба".
У 1942 р. під час тимчасової окупації України німецькими військами в колишньому храмі відновилися Богослужіння, які тривали до 1959 р. У цей час Новосанжарська районна рада депутатів трудящих підняла клопотання про зняття з реєстрації релігійної громади в с. Великі Солонці у зв'язку з її нечисленністю та вилученням у неї споруди колишнього храму, "...учитывая, что это здание до Великой Отечественной войны приспосабливалось под сельский клуб, на что были затрачены государственные средства". 
На засіданні Ради в справах Російської православної церкви при Раді Міністрів СРСР 30.06.1959 р. (протокол № 12) була прийнята постанова: "Согласиться с решением Полтавского облисполкома об изъятии клубного помещения у религиозной общины в с. Великие Солонцы, Новосенжарского района, для использования под сельский клуб". Споруду колишнього храму знову стали використовувати як приміщення для клубу. Розібраний іконостас, дзвін та інше майно храму тривалий час зберігалося в коморі колгоспу, а потім зникло невідомо куди. Дзвін певний час виконував функції сигнального в тракторній бригаді. Будівлю храму використовували як сільський клуб до середини 1980-х рр., до того часу, коли в селі звели нове клубне приміщення. З того часу вона стояла пусткою.

## Архітектура
Храм дерев'яний, однопрестольний, на цегляному підмурку. Із західної сторони була прибудована трьох'ярусна дзвіниця із шатровим дахом, що завершувався цибулястою маківкою з хрестом. Загальна висота дзвіниці становила бл. 40 аршинів (28 м). Сам храм мав довжину по осі схід - захід 42 аршини (29 м). У плані споруда була хрещата й складалася з трьох апсид та бабинця. З північної сторони до вівтаря прибудували ризницю, а з південної - пономарню. Споруда мала двосхилий дах, укритий листовим залізом, зеленого кольору. Фасадні сторони апсид мали трикутні фронтони з напівциркульними вікнами над дверима, що давало змогу збільшити освітлення храму. Троє дверей - із північної, південної та західної сторін - були прикрашені дерев'яними ґанками.
Стіни храму зведені з бруса, для захисту від негоди ззовні обшиті горизонтальними дошками-шалівками й пофарбовані в білий колір олійною фарбою. Над центральною частиною храму розміщувався восьмигранний світловий барабан, у площинах якого знаходились досить великі вікна, що мали напівциркульне завершення й прикрашались різьбленими деталями. Барабан завершувався шатровим дахом з невеликим ліхтариком і цибулястою маківкою з хрестом. Площини стін на першому ярусі мали 10 досить великих вікон із напівциркульними завершеннями, що прикрашались дерев'яним різьбленням.

## Сучасність
Нині споруда Петропавлівської церкви перебуває в занедбаному й аварійному стані, є загроза її повної руйнації.